# Platostoma dilungense
Platostoma dilungense là một loài thực vật có hoa trong họ Hoa môi. Loài này được Lisowski & Mielcarek miêu tả khoa học đầu tiên năm 1984 dưới danh pháp Limniboza dilungensis. Năm 1997 A. J. Paton chuyển nó sang chi Platostoma.
Loài này là bản địa khu vực từ tây nam Tanzania tới bắc Zambia.